# Dai Jin

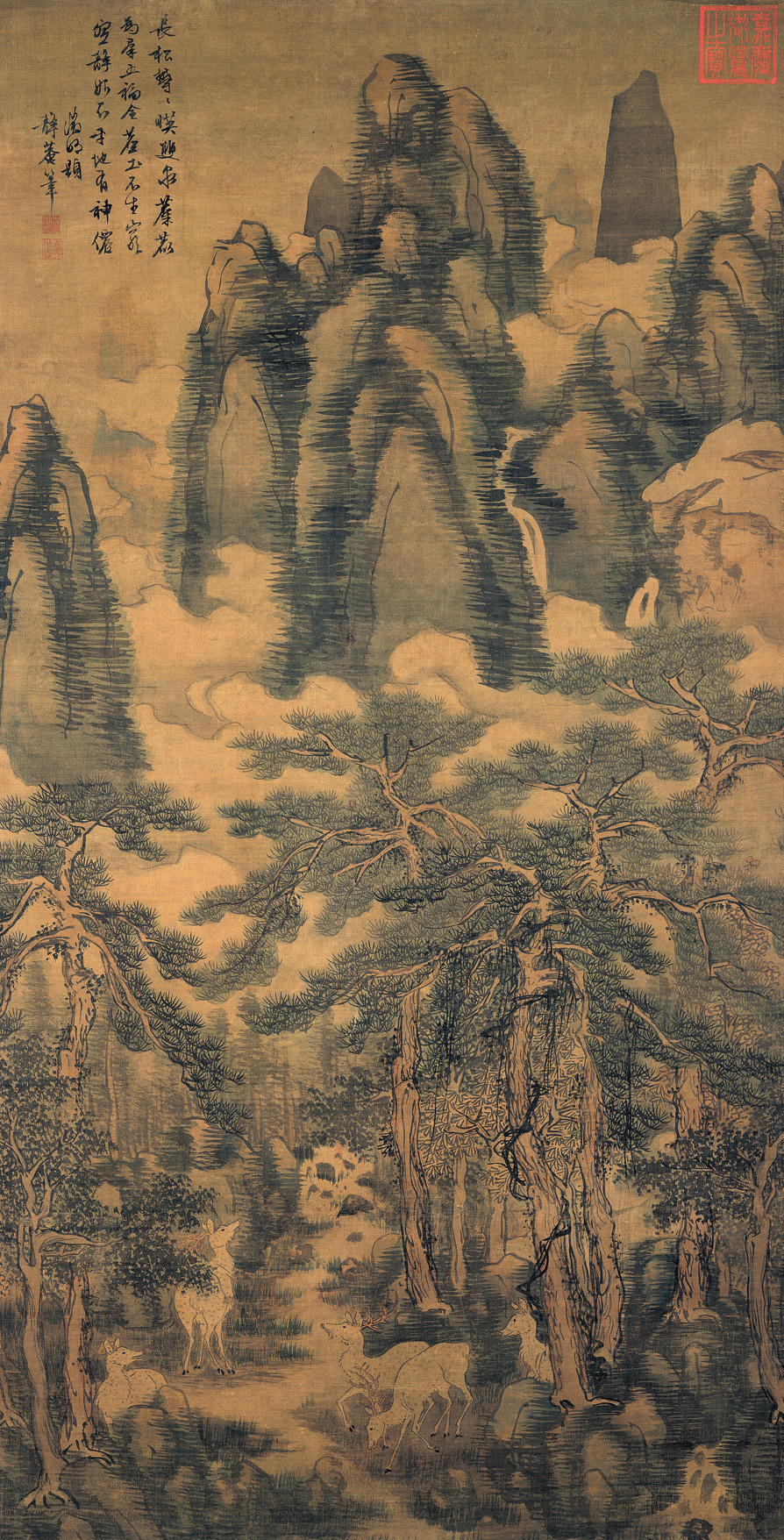
Altos pinos y cinco ciervos (长松五鹿图) por Dai Jin, tinta y color sobre seda Museo Nacional del Palacio, Taipéi.

Dai Jin (chino tradicional: 戴進; chino simplificado: 戴进; pinyin: Dài Jìn; 1388-1462) destaca como el fundador de la escuela Zhe de la pintura Ming. Comenzó su vida en Hangzhou. Aunque estudió pintura de niño, su ocupación inicial fue la carpintería. Más tarde se hizo conocido por sus pinturas de paisajes y de animales. Su escuela sería conocida por ser conservadora y estudiar los maestros Yuan. Sirvió como oficial durante un tiempo, pero después de enojar al Emperador regresó a Hangzhou en Zhejiang, siendo Zhejiang donde tenía su sede la escuela Zhe.